# Alzoniella iberopyrenaica
Alzoniella iberopyrenaica е вид коремоного от семейство Hydrobiidae. Видът е критично застрашен от изчезване.

## Разпространение
Разпространен е в Испания.